# Byt

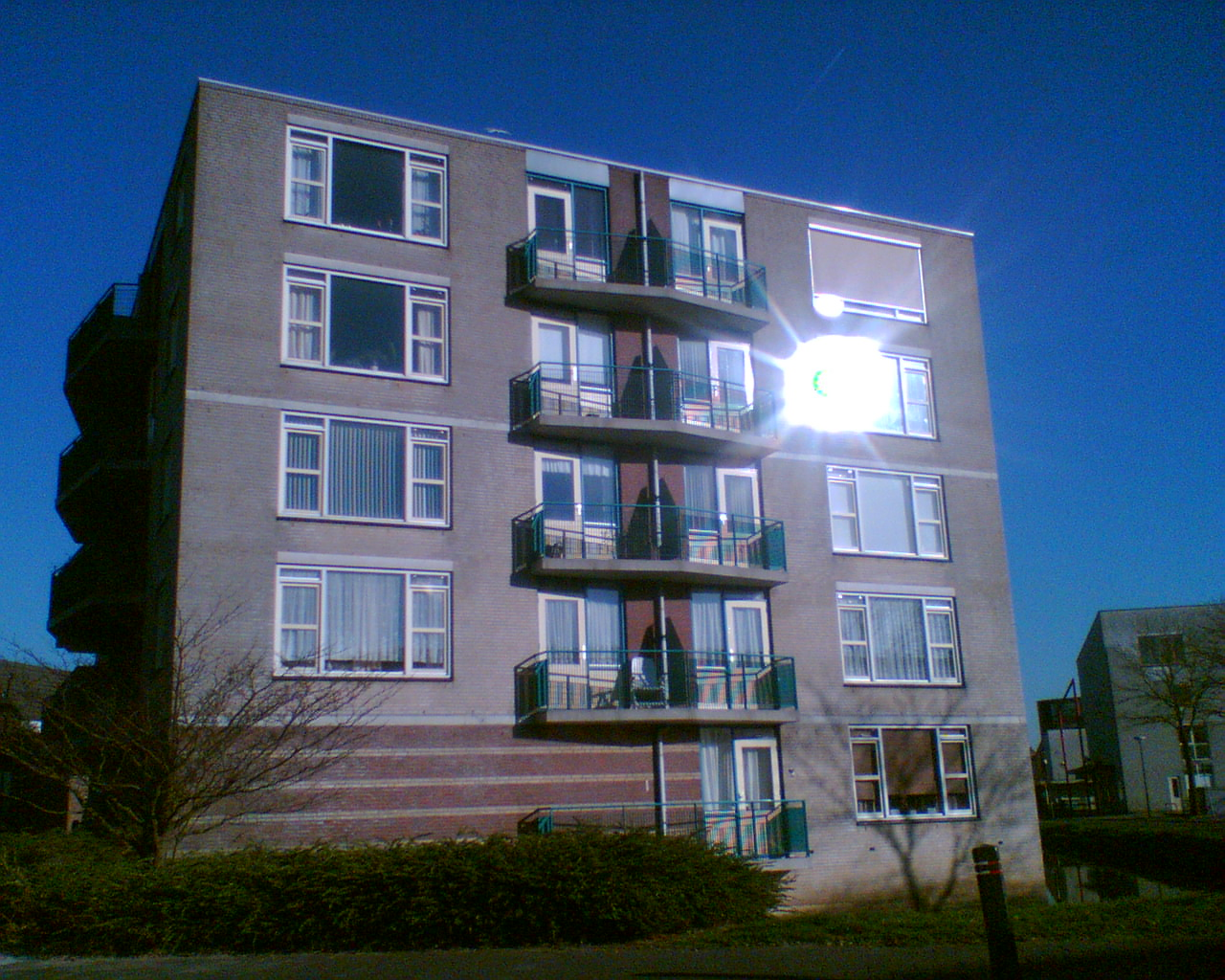
Bytový dům

Byt, případně bytová jednotka, je místnost nebo soubor místností určených k bydlení.  Místnosti bytu jsou zpravidla "pod uzamčením", tedy jsou přístupné přes uzamykatelné vstupní bytové dveře. Místnost bytu může být přístupná přímo ze společných prostorů domu (např. komora, sklepní místnost, místnost na uhlí, atd.).

## Definice bytu
- Podle § 2236 zákona č. 89/2012 Sb., občanský zákoník, platí, že "bytem se rozumí místnost nebo soubor místností, které jsou částí domu, tvoří obytný prostor a jsou určeny a užívány k účelu bydlení. Ujednají-li si pronajímatel s nájemcem, že k obývání bude pronajat jiný než obytný prostor, jsou strany zavázány stejně, jako by byl pronajat obytný prostor".
- Podle § 13 písm. i) zákona č. 283/2021 Sb., stavební zákon, je bytem "soubor místností, popřípadě jedna obytná místnost, který svým stavebně technickým uspořádáním a vybavením splňuje požadavky na trvalé bydlení".
- Podle § 24 odst. 5 zákona č. 117/1995 Sb., o státní sociální podpoře, se bytem pro účely tohoto zákona rozumí "soubor místností nebo samostatná obytná místnost, které svým stavebně technickým uspořádáním a vybavením splňují požadavky na trvalé bydlení a jsou k tomuto účelu užívání určeny podle stavebního zákona nebo jsou zkolaudovány jako byt".
- V předpisech se také objevuje pojem "obytný prostor". Podle § 48 zákona č. 235/2004 Sb., o dani z přidané hodnoty, platí, že "obytným prostorem se pro účely daně z přidané hodnoty rozumí byt nebo jiný soubor místností, popřípadě jedna obytná místnost, které svým stavebně technickým uspořádáním a vybavením splňují požadavky na trvalé bydlení a jsou k tomuto účelu užívání určeny".

## Podrobnosti
Velikost bytu se uvádí dvěma různými způsoby. Buď se počítá podlahová plocha bytu v metrech čtverečních, nebo se uvádí počet místností. Při počítání místností platí jistá pravidla. Kuchyně, koupelna, záchod a chodba se nepočítají jako obytné místnosti. Ložnice, obývací pokoj, pracovna a ostatní obyvatelné místnosti se počítají jako pobytové místnosti (a musí split minimální hygienické ukazatele, např. přirozené osvětlení). Pokud je součástí bytu i místnost či prostor v podkroví, musí podkrovní místnosti splňovat určitá kritéria, aby se započítávaly jako místnosti bytu. Tato kritéria předepisují minimální podlahovou plochu a světlou výšku stropu.
Podle doby, kdy byl byt postaven, se rozlišují na byty ve staré zástavbě a novostavby. Přesná hranice ale neexistuje. Byty ve staré zástavbě mají obvykle vyšší místnosti (často více než 2,6 m), vysoká okna a silné stěny. Často jsou ve starých bytech na podlaze parkety.

## Způsob výstavby
- Mezonetový byt – byt se rozkládá v několika podlažích, často má terasu, která leží na střeše spodního podlaží
- Suterénní byt – podlaha bytu leží pod úrovní okolního terénu
- Loft – byt, který je postaven v bývalé industriální budově – tovární hale nebo skladišti. Má několik podlaží; horní podlaží, ve kterém se nachází ložnice, může mít nižší strop.

## Dispozice
- 1+0 – 1 místnost + předsíň + sociální zařízení (bez kuchyně nebo kuchyňského koutu)
- 1+kk – 1 místnost, ve které je kuchyňský kout + předsíň + sociální zařízení
- 1+1 – 1 místnost + kuchyň jako samostatná místnost + předsíň + sociální zařízení
- 2+kk – 2 místnosti, z nichž v jedné je kuchyňský kout + předsíň + sociální zařízení
- 2+1 – 2 místnosti + kuchyň jako samostatná místnost + předsíň + sociální zařízení
- 3+kk, 3+1, 4+kk … (analogicky podle předcházejících)
- atypické uspořádání – dispozice, která předešlým způsobem nejde popsat

Garsoniéra (z franc. „garçon“ – chlapec, mladík, mladý muž), hovorově garsonka, je malý byt tvořený zpravidla jednou obytnou místností s příslušenstvím. V Česku se takto nejčastěji označují byty bez oddělené kuchyně, tedy 1+kk.

## Právní úprava bytového vlastnictví v ČR
Je nutné rozlišovat dva typy jednotek.
Byt může být samostatnou nemovitou věcí, je-li vymezen v bytovém domě prohlášením vlastníka budovy jako jednotka podle zákona č. 72/1994 Sb.. Z ustanovení § 2 tohoto zákona plyne, že pro účely tohoto zákona se rozumí jednotkou byt nebo nebytový prostor nebo rozestavěný byt nebo rozestavěný nebytový prostor jako vymezená část domu podle tohoto zákona.
Byt může být součástí nemovité věci - jednotky podle zákona č.89/2012 Sb.. Z ustanovení § 1159 tohoto zákona plyne, že jednotka podle tohoto zákona zahrnuje byt jako prostorově oddělenou část domu a podíl na společných částech nemovité věci vzájemně spojené a neoddělitelné. 
Bytová i nebytová jednotka je věcí, jež je způsobilá být předmětem soukromoprávních vztahů, tedy mj. i vlastnictví. Jako každá nemovitost, i jednotka je předmětem vlastnického práva a lze s ní nakládat jako s kteroukoliv jinou věcí. Vlastnictví nemovité věci se zapisuje do katastru nemovitostí. Vlastník může svůj byt užívat pro svou vlastní potřebu, nebo s ním nakládat jinak, např. jej pronajmout. 
Za socialismu mohly být byty od roku 1966 v tzv. „osobním“ vlastnictví, což bylo podle marxismu-leninismu vlastnictví jiných věcí než výrobních prostředků. Byty se tak dostaly do stejného režimu jako rodinné domky, na rozdíl od bytových domů, které byly v „socialistickém“ nebo „soukromém“ (v marxistickém smyslu slova) vlastnictví. Po přijetí zákona č. 72/1994 Sb. změně režimu se vlastnictví jednotek (bytů a nebytových prostorů) posuzuje stejně jako vlastnictví jakékoli jiné nemovité věci. Nesprávné označení „byt v osobním vlastnictví“ přetrvalo, především kvůli odlišení od bytů, které vlastní bytové družstvo (právo užívat družstevní byt právem najmu je pro jednotlivé členy družstva spojeno s vlastnictvím podílu v družstvu). Až do roku 2014 byly byty způsobilým předmětem občanskoprávních vztahů podle § 118 odst. 2 tehdejšího občanského zákoníku. Konkrétně pak vlastnictví bytů upravoval zákon o vlastnictví bytů, který se ale i poté, co byl zrušen novým občanským zákoníkem, použije na všechny jednotky v domech, ve kterých vlastnictví k alespoň jedné z nich vzniklo ještě před rokem 2014.
Vlastnictví bytu v jednotce může být spjato s členstvím v právnické osobě společenství vlastníků jednotek. Podle § 1198 zákona č.89/2012 Sb. platí, že nebylo-li  založeno již dříve, založí je vlastníci jednotek v domě, kde je alespoň pět jednotek, z nichž alespoň čtyři jsou ve vlastnictví čtyř různých vlastníků; do veřejného seznamu se nezapíše vlastnické právo k jednotce převáděné dalšímu vlastníku, pokud není prokázán vznik společenství vlastníků jednotek. 
Vzhledem k tomu vymizela dříve běžná družstva vlastníků bytů. Dnes prakticky existují (vedle domů s jednotkami) pouze bytová družstva, kdy vlastníkem bytového domu i bytů v něm je bytové družstvo; členové mají na základě stanov družstva právo na nájem družstevního bytu. Členové družstva také mají možnost prostřednictvím svého členství ovlivňovat chod družstva. Proto mají vliv na nakládání s byty a na hospodaření družstva s družstevním majetkem.

### Nájem bytu
Nájemce (nájemník) byt užívá na základě nájemní smlouvy, kterou uzavřel s pronajímatelem bytu. Nájemní byt může být byt státní (vlastníkem bytu je stát; dnes již zcela výjimečné), obecní (vlastníkem bytu je obec) nebo soukromý (vlastníkem je někdo jiný). Občanský zákoník chrání nájemce jako slabší stranu závazkového vztahu; podle  platí, že při nájmu bytu k účelu bydlení podle pododdílu 2 "Zvláštní ustanovení o nájmu bytu a nájmu domu" se nepřihlíží k ujednáním zkracujícím nájemcova práva podle ustanovení tohoto pododdílu. Nájemní smlouva může být smíšena i s jinou smlouvou, např. pracovní. Nájem služebních bytů může mít sníženou ochranu a skončení pracovního poměru obvykle znamená důvod pro výpověď nájemní smlouvy.